# كأس هونغ كونغ 1997–98
كأس هونغ كونغ 1997–98 هو موسم من كأس هونغ كونغ. فاز فيه Double Flower FA ‏.